# Venceslao I di Boemia
Venceslao I di Boemia (1205 – Počaply, 23 settembre 1253) discendente della dinastia dei Přemyslidi, era figlio di Ottocaro I e di Costanza d'Ungheria e fu re di Boemia dal 1230 alla morte.

## Biografia
Appena salito al trono nel 1230 si trovò di fronte a un'invasione mongola, nonostante la vittoria del 1242 a Olomouc, Venceslao evitò la distruzione del suo regno ma non riuscì a salvare la Moravia. Per migliorare la situazione della Boemia dal punto di vista economico incoraggiò l'insediamento dei mercanti tedeschi e coloni boemi e approfittò della loro influenza.
Una delle imprese principali del suo regno fu il controllo dell'Austria. Quando Federico II di Babenberg, ultimo discendente maschio della dinastia austriaca dei Babenberg, morì nel 1246, Venceslao negoziò il matrimonio del figlio con la nipote del duca defunto.
Quest'alleanza fallì a causa della morte del figlio e fu solo nel 1251 che riuscì a ottenere il riconoscimento austriaco dell'altro figlio, Ottocaro II, come loro duca.

## Matrimonio e discendenza
Venceslao I sposò Cunegonda di Svevia, figlia di Filippo di Svevia e della bizantina Irene Angelo. Da Cunegonda Venceslao ebbe:
- Vladislao († 1247), margravio di Moravia, che nel 1246 sposò Gertrude di Babenberg;
- Ottocaro, che gli successe come re di Boemia con il nome di Ottocaro II;
- Beatrice (Božena) († 1290),[2] che nel 1243 sposò il margravio Ottone III di Brandeburgo;
- Agnese († 1268), che nel 1244 sposò il margravio Enrico III di Meißen;
- una figlia.

## Ascendenza
|                        |                    |                        | Genitori                |  |  | Nonni |  |  | Bisnonni              |  |  | Trisnonni              |  |
|                        |                    |                        |                         |  |  |       |  |  | Vladislao I di Boemia |  |  | Vratislao II di Boemia |  |
|                        |                    |                        |                         |  |  |       |  |  | Vladislao I di Boemia |  |  | Vratislao II di Boemia |  |
|                        |                    | Swietoslawa di Polonia |                         |  |  |       |  |  | Vladislao I di Boemia |  |  |                        |  |
| Vladislao II di Boemia |                    |                        |                         |  |  |       |  |  | Vladislao I di Boemia |  |  |                        |  |
|                        |                    | Richeza di Berg        | Enrico I di Berg        |  |  |       |  |  |                       |  |  |                        |  |
|                        |                    | Richeza di Berg        | Enrico I di Berg        |  |  |       |  |  |                       |  |  |                        |  |
|                        |                    | Richeza di Berg        | …                       |  |  |       |  |  |                       |  |  |                        |  |
| Ottocaro I di Boemia   |                    | Richeza di Berg        |                         |  |  |       |  |  |                       |  |  |                        |  |
|                        |                    | Ludovico I di Turingia | Luigi il Saltatore      |  |  |       |  |  |                       |  |  |                        |  |
|                        |                    | Ludovico I di Turingia | Luigi il Saltatore      |  |  |       |  |  |                       |  |  |                        |  |
|                        |                    | Ludovico I di Turingia | Adelaide di Stade       |  |  |       |  |  |                       |  |  |                        |  |
| Giuditta di Turingia   |                    | Ludovico I di Turingia |                         |  |  |       |  |  |                       |  |  |                        |  |
|                        |                    | Edvige di Gudensberg   | Giso IV di Gudensberg   |  |  |       |  |  |                       |  |  |                        |  |
|                        |                    | Edvige di Gudensberg   | Giso IV di Gudensberg   |  |  |       |  |  |                       |  |  |                        |  |
|                        |                    | Edvige di Gudensberg   | Cunegonda di Bilstein   |  |  |       |  |  |                       |  |  |                        |  |
| Venceslao I di Boemia  |                    | Edvige di Gudensberg   |                         |  |  |       |  |  |                       |  |  |                        |  |
|                        | Géza II d'Ungheria | Béla II d'Ungheria     |                         |  |  |       |  |  |                       |  |  |                        |  |
|                        | Géza II d'Ungheria | Béla II d'Ungheria     |                         |  |  |       |  |  |                       |  |  |                        |  |
|                        | Géza II d'Ungheria | Elena di Rascia        |                         |  |  |       |  |  |                       |  |  |                        |  |
| Béla III d'Ungheria    | Géza II d'Ungheria |                        |                         |  |  |       |  |  |                       |  |  |                        |  |
|                        |                    | Efrosin'ja Mstislavna  | Mstislav I di Kiev      |  |  |       |  |  |                       |  |  |                        |  |
|                        |                    | Efrosin'ja Mstislavna  | Mstislav I di Kiev      |  |  |       |  |  |                       |  |  |                        |  |
|                        |                    | Efrosin'ja Mstislavna  | Ljubava Dmitr'evna      |  |  |       |  |  |                       |  |  |                        |  |
| Costanza d'Ungheria    |                    | Efrosin'ja Mstislavna  |                         |  |  |       |  |  |                       |  |  |                        |  |
|                        |                    | Rinaldo di Châtillon   | Enrico di Châtillon     |  |  |       |  |  |                       |  |  |                        |  |
|                        |                    | Rinaldo di Châtillon   | Enrico di Châtillon     |  |  |       |  |  |                       |  |  |                        |  |
|                        |                    | Rinaldo di Châtillon   | …                       |  |  |       |  |  |                       |  |  |                        |  |
| Agnese d'Antiochia     |                    | Rinaldo di Châtillon   |                         |  |  |       |  |  |                       |  |  |                        |  |
|                        |                    | Costanza d'Antiochia   | Boemondo II d'Antiochia |  |  |       |  |  |                       |  |  |                        |  |
|                        |                    | Costanza d'Antiochia   | Boemondo II d'Antiochia |  |  |       |  |  |                       |  |  |                        |  |
|                        |                    | Costanza d'Antiochia   | Alice di Antiochia      |  |  |       |  |  |                       |  |  |                        |  |
|                        |                    | Costanza d'Antiochia   |                         |  |  |       |  |  |                       |  |  |                        |  |